# جوهرخان سلطان (ابنة سليم الثاني)
الأميرة جوهرخان سلطان (بالتركية العثمانية: کوھرخان سلطان، وبالتركية الحديثة: Gevherhan Sultan) ـ (1544 ـ بعد 1604) هي ابنة السلطان العثماني سليم الثاني من زوجته نوربانو سلطان، وحفيدة السلطان سليمان القانوني والسلطانة خُرَّم (روكسلانا)، وأخت السلطان مراد الثالث وعمة السلطان محمد الثالث.